# Мартынов, Яков Григорьевич
Яков Григорьевич Мартынов (1915—1943) — старший лейтенант Рабоче-крестьянской Красной Армии, участник Великой Отечественной войны, Герой Советского Союза (1944).

## Биография
Яков Мартынов родился 9 ноября 1915 года в деревне Бересток (ныне — Дубровский район Брянской области). После окончания пяти классов школы работал слесарем. В 1937 году Мартынов был призван на службу в Рабоче-крестьянскую Красную Армию. Окончил полковую школу. С 1941 года — на фронтах Великой Отечественной войны. Два раза был ранен. В 1942 году Мартынов окончил курсы усовершенствования командного состава.
К сентябрю 1943 года старший лейтенант Яков Мартынов был заместителем по политчасти командира 1-го батальона 722-го стрелкового полка 206-й стрелковой дивизии 21-го стрелкового корпуса 47-й армии Воронежского фронта. Отличился во время битвы за Днепр. В ночь с 25 на 26 сентября 1943 года Мартынов под вражеским огнём переправился через Днепр в районе села Келеберда Каневского района Черкасской области Украинской ССР и принял активное участие в боях за захват и удержание плацдарма на его западном берегу, лично уничтожив 10 вражеских солдат. 30 сентября 1943 года он погиб в бою. Похоронен в братской могиле в селе Пекари Каневского района.
Указом Президиума Верховного Совета СССР от 30 июня 1944 года за «образцовое выполнение боевых заданий командования на фронте борьбы с немецкими захватчиками и проявленные при этом отвагу и геройство» старший лейтенант Яков Мартынов посмертно был удостоен высокого звания Героя Советского Союза. Также был награждён орденами Ленина и Красного Знамени.